# Skorpiólegyek
A skorpiólegyek (Panorpidae) az ízeltlábúak törzsében a rovarok osztályának csőrösrovarok (Mecoptera) rendjébe tartozó család.
Fejük csőrszerűen megnyúlt; ez a csőr átmenet a rágó- és a szívó típusú szájszervek között. Felső ajkuk szívásra alkalmas, hosszú csőrré alakult, mögötte azonban ott rejlenek a zsákmány megragadására szolgáló állkapcsok.

## Rendszerezés
A családba  az alábbi nemek tartoznak:
- Leptopanorpa (MacLachlan, 1875) – 12 faj
- Neopanorpa (Weele, 1909) – kb. 110 faj
- Panorpa (Linnaeus, 1758) – kb. 240 faj
- Sinopanorpa Cai et Hua in Cai, Huang et Hua, 2008 - 3 faj